# Demivka, Cecelnîk
Demivka (în ucraineană Демівка) este o comună în raionul Cecelnîk, regiunea Vinnița, Ucraina, formată numai din satul de reședință.

## Demografie
Componența lingvistică a satului Demivka
     Ucraineană (99,44%)
     Alte limbi (0,56%)
Conform recensământului din 2001, majoritatea populației satului Demivka era vorbitoare de ucraineană (99,44%), existând în minoritate și vorbitori de alte limbi.